# 김태형 (1972년)
김태형(金泰亨, 1972년 4월 25일~ )은 前 롯데 자이언츠의 투수이며 부산상고 졸업과 함께 1991년 롯데에 입단한 뒤 그 해 11승(7선발승)을 기록했지만   이후에는 지병인 간염의 악화 탓인지 하락세를 겪어 1997년 한화 이글스로 이적했으나 결국 이 해를 끝으로 은퇴했으며 본인(김태형)의 고등학교(부산상고) 선배이자 똑같이 좌완이면서 고등학교 3학년이던 1976년  화랑대기  봉황대기  우승을 이끌면서  최우수선수로 선정될 당시 두 대회 결승전 모두 완봉승을 거둔  롯데 원년멤버 이윤섭이 성인무대에서 성공하지 못하기도 했다.

## 출신 학교
- 초량중학교
- 부산상업고등학교